# 금위영
금위영은 조선 후기의 중앙군인 오군영의 하나로 조선 국왕의 호위와 한성부의 방어를 담당하였다. 1682년(숙종) 8년 오군영 중 가장 늦게 설치되었고 1881년(고종 18년) 새로 설치된 장어영으로 흡수 통합되었다가 1895년(고종 32년) 군제 변화에 따라 오군영의 다른 군영들과 함께 혁파되었다.

## 배경
1682년(숙종 8년) 오군영 가운데 가장 늦게 설치되었다. 숙종 당시 조선의 중앙군 운영의 가장 큰 문제는 효종의 북벌론 이후 비대해진 규모에 비해 재정이 턱 없이 모자라다는 점이었다. 오군영의 대표적 군영인 훈련도감은 장기적으로 복무하는 상비군인 장번군(長番軍)으로 운영되어 지속적인 급료 지급이 필요하였고 이를 위해 삼수미 등의 별도 재원을 조달하였으나 여전히 재정 압박이 컸다. 이에 따라 훈련도감을 다시 번을 돌아가며 근무하는 번상군(番上軍)으로 운영하자는 논의가 있었으나 중앙 상비군의 유지 명분 역시 컸기 때문에 결국 훈련도감의 인원 중 일부와 현종 시기 설치된 정초영을 통합하여 번상군으로 운영하기로 한 것이 금위영이다.
당시 영의정 김수항이 논의를 시작하고 훈련대장을 겸하고 있던 병조판서 김석주가 안을 마련한 군제변통절목(軍制變通節目)으로 훈련도감의 기병대인 훈련별대와 정초영의 군사인 정초군을 합하여 근위영을 설치하였다. 이로서 많게는 7천여 명이었던 훈련도감의 정원은 5천 명으로 고정되었고, 금위영은 번을 서는 정군(正軍) 14,098 명과 이들의 여비 등을 충당하기 위한 보인(保人) 78,000 명의 규모로 설립되었다. 금위영 설립 주장에는 당시 노론의 핵심 인물이었던 김석주의 정치적 이유도 있었다. 훈련도감을 비롯한 중앙 군영은 모두 병조와 분리되어 의정부의 삼정승 가운데 하나가 도제조를 맡는 국왕 직할군의 성격을 갖고 있었지만 서인의 분화로 노론과 소론의 대립이 한창이었던 당시 김석주는 자신의 휘하인 병조가 관리하는 중앙군을 강력하게 주장하였다.
금위영의 전신이라 할 수 있는 정초영이 병조에 소속된 군영이었다는 명분으로 새로 신설된 금위영은 병조 예하 부대로 설치되었다. 1754년(영조 30년) 따로 금위대장을 임명하여 병조와 분리된 독립 중앙 군영이 되었다.

## 역할
고종대에 편찬된 《육전조례》(六典條例)에서 금위영의 역할은 도성과 궁성의 수비, 궁성의 파수, 도성과 궁성의 순라, 군포팔처(軍鋪八處)의 호위, 궁성 주위에 대한 척후와 복병 등 주로 근위대의 역할과 함께 도성 주변의 소나무에 대한 불법 벌채를 감시하는 금송(禁松), 도성 내의 하천을 정비하는 준천(濬川), 호랑이와 같은 맹수를 잡는 착호(捉虎) 등의 잡역도 하였다. 오군영 가운데 총융청과 수어청은 각각 북한산성과 남한산성을 거점으로 하는 방어군이었고 훈련도감과 어영청 및 금위영은 임금의 호위를 함께 담당하는 근위대의 역할도 수행하여 따로 "삼군영"이라고 부르기도 하였다. 삼군영은 도성의 성곽과 문루를 셋으로 나누어 지켰고 궁궐 역시 각자 담당하는 지역을 셋으로 나누었다. 금위영은 서대문인 돈의문부터 남대문인 숭례문을 지나 남소문인 광희문까지를 맡았다.

## 조직

### 병력
조선 후기의 조선군은 6세 이상 60세 이하의 남성에 대한 징집을 통해 이루어진 정병을 주축으로 하였다. 이들은 여덟 개로 나뉜 번이 번갈아 가며 소집되어 한 번 소집되면 2 개월을 근무하는 8번 2삭상체(八番二朔相遞)로 운영되었다. 이러한 병사를 번상군(番上軍)이라 한다. 이와 달리 급료를 받으며 장기간 복무하는 직업 군인은 장번군(長番軍)으로 불렀다. 금위영은 훈련도감 등의 장번군을 줄여 재정 압박을 피하는 것이 설치의 주된 목적 가운데 하나였으므로 전국에서 번을 서기 위해 상경하는 번상군들로 운영되었다.
금위영의 편제는 설치 초기 몇 차례의 변동 이후 1704년 군제변통(軍制變通) 때 어영청과 규모를 같이하여 1영,  5부, 25사, 125초의 향군 번상 숙위체제로 정비되었다. 조선 시대 군사 편제는 최상위 집단인 영(營) 밑으로 사(司) - 초(哨) - 기(旗) - 대(隊) 순의 예하 단위가 있었고 대 밑으로는 오(伍)가 편제되었다. 각 편제 단위의 인원은 병사 다섯 명이 1 오, 5 오가 1 대 순으로 늘어나 초의 경우 125명, 파총이 관할하는 사의 경우 최대 편제는 625 명이 된다. 금위영은 5개의 부로 구성된 중앙 군영으로 125초가 편제되어 있었기 때문에 이에 속한 정병의 최대 편제 인원은 15,625 명이고, 이와 별도로 마병인 경기사(京騎士) 150 명, 주요 요충지에 배치한 화포부대인 별파진(別破陣) 160 명, 무기 등의 제조를 담당한 공장아병(工匠牙兵) 50인, 궁궐과 도성의 문을 지키는 수문군(守門軍) 12 명, 불법 벌채를 단속하는 금송군(禁松軍) 15 명, 군병의 훈련을 담당하는 교사 10 명, 군수 물자를 운송하는 치중복마군(輜重卜馬軍) 17 명, 장교들의 신부름을 받던 소년병인 아기수(兒旗手) 48 명, 병력 보충용 예비군인 대년군(待年軍) 470 명, 군역 대신 군포를 납부하는 수포군(守鋪軍)인 해서향기사(海西鄕騎士) 700 명, 각종 잡역에 동원된 표하군(標下軍) 56 명 등이 더해져 대략 17,000 여 명이 편제되어 있었다.
125초는 각각 25개 초씩 나누어 5 초씩 번상하여 한 번에 2개월을 근무하였다. 모든 초가 최대 편제라고 가정하면 상시 병력은 625 명 가량이 된다.

### 편제
초기의 편제는 1영-5부-20사-105초(哨)로 구성되었으나 1704년 군제를 개혁할 때 1영-5부-25사-125초로 편제되어 규모가 증가하였다. 금위영의 관직 체계는 아래와 같다.
- 정1품 도제조(都提調) 1명 : 다른 관원이 겸직
- 정2품 제조(提調) 1명 : 병조판서가 겸직
- 종2품 대장(大將) 1명 : 등단 장신(將臣)
- 종2품 중군(中軍) 1명 : 금위영 아장(亞將)
- 정3품 별장(別將) 1명
- 정3품 천총(千摠) 4명
- 정3품 기사장(騎士將) 3명
- 종4품 파총(把摠) 5명
- 종3품 외방겸파총(外方兼把摠) 12명
- 종6품 종사관(從事官) 2명 : 문관 1명, 무관 1명
- 종9품 초관(哨官) 41명
- 기타 군관(軍官) 5명, 별무사(別武士) 30명, 기사(騎士) 150명, 별기위(別騎衛) 32명, 표하군(標下軍) 1,177명, 별파진(別破陣) 160명, 보군(步軍) 등

## 청사
- 본영(本營) : 금위영 청사는 현재 서울특별시 종로구 운니동 98번지에 있었다. 창덕궁의 금호문 밖에 있던 이 청사를 신영(新營)이라고도 불렀다. 362칸[間] 규모이며, 일제강점기 때에 일종의 직업 훈련원이던 은사수산장(恩賜授産場), 구황실 아악부인 이왕직아악부(李王職雅樂部) 건물로 활용되었다.
- 남영(南營) : 창덕궁 개양문(開陽門) 인근에 있었다. 12칸 규모.
- 서영(西營) : 창덕궁 경추문(景秋門) 서쪽 건너에 있었다. 11칸 반 규모.
- 남별영(南別營) : 남부 낙선방(樂善坊) 묵동(墨洞)에 있었다. 139칸 규모.
- 남창(南倉) : 남별영 남쪽에 있었다. 101칸 규모.
- 하남창(下南倉) : 남별영 북쪽에 있었다. 104칸 규모.
- 화약고(火藥庫) : 남창 서쪽 건너에 있었다. 17칸 규모.
- 직방(直房) : 경희궁 인근에 있었다. 8칸 규모.

## 같이 보기
- 조선군
- 오군영
- 삼군영